# Nadvornikia hawaiensis
Nadvornikia hawaiensis är en lavart som först beskrevs av Edward Tuckerman, och fick sitt nu gällande namn av Tibell. Nadvornikia hawaiensis ingår i släktet Nadvornikia och familjen Graphidaceae.   Inga underarter finns listade i Catalogue of Life.